# Xinxing (socken i Kina, Heilongjiang)
Xinxing (kinesiska: 新兴, 新兴满族乡) är en socken i Kina. Den ligger i provinsen Heilongjiang, i den nordöstra delen av landet, omkring 29 kilometer söder om provinshuvudstaden Harbin. Antalet invånare är 21 436. Befolkningen består av 10 495 kvinnor och 10 941 män. Barn under 15 år utgör 13,0 %, vuxna 15-64 år 80 %, och äldre över 65 år 6,0 %.
Genomsnittlig årsnederbörd är 794 millimeter. Den regnigaste månaden är juli, med i genomsnitt 166 mm nederbörd, och den torraste är januari, med 6 mm nederbörd.